# Hechtia rubicunda
Hechtia rubicunda es una especie de planta perteneciente a la familia Bromeliaceae. El epíteto específico hace referencia al color rojo amarillento de las plantas de la especie.

## Clasificación y descripción
Hierbas rupícolas, arrosetadas, en flor de 1-1,5 m de alto. Hojas 15-30 por roseta, carnosas, las vainas pardas oscuras y lustrosas en ambas superficies, de 2,7-3,7 cm de largo, de 5-6,5 cm de ancho, diminutamente espinosas en el margen, las láminas de color rojo amarillento, angostamente triangulares, de 28-60 cm de largo, de 3,5-6,5 cm de ancho, glabras en la superficie adaxial. Inflorescencias masculinas de 1,4-1,5 m de alto, dos veces ramificadas, el pedúnculo pardo claro a rojizo, cilíndrico, de 9-10 mm de diámetro, glabro; ramas primarias 45-50, de 6,5-30 cm de largo; brácteas florales de color pajizo, de 1-1,5 mm de largo, de 0,5-0,7 mm de ancho; flores actinomorfas, pediceladas; pedicelos delgados, de 2 mm de largo; sépalos pardos claros, triangulares, de 1,3-1,7 mm de largo, de 1-1,3 mm de ancho; pétalos blancos, elípticos, de 2,7-4 mm de largo, de 2-2,3 mm de ancho; estambres subiguales, los filamentos blancos, lineares, de 3-3,2 mm de largo, las anteras amarillas, de 1,5 mm de largo; inflorescencias femeninas de 1-1,2 m de alto, una vez ramificadas, ocasionalmente las ramas inferiores con un par de ramas secundarias basales, el pedúnculo pardo claro a rojizo, de 6-10 mm de diámetro; ramas primarias 35-40; brácteas florales de color pajizo, de 1-1,5 mm de largo, de 0,5- 0,7 mm de ancho, más largas que los pedicelos; flores actinomorfas, cortamente pediceladas; pedicelos robustos de 1 mm de largo; sépalos verdes con el ápice rosado, triangulares, de 1,5-1,7 mm de largo, de 1,2-1,4 mm de ancho; pétalos ascendentes en la antesis, blancos, triangulares, de 3,8-4 mm de largo, de 1,8-2 mm de ancho; estaminodios con los filamentos blancos, angostamente triangulares, aplanados, de 2 mm de largo, anterodios presentes, amarillos, triangulares, de 0,2 mm de largo; ovario rosado, de 3,8-4 mm de largo, de 2-2,2 mm de diámetro, estigmas tres, blanco-verdosos, de 2 mm de largo. Cápsulas verdes cuando jóvenes, pardas claras cuando maduran, de 1-1,2 cm de largo, de 4-4,5 mm de diámetro. Semillas rojizas, fusiformes, de 4 mm de largo.

## Distribución
Hechtia rubicunda se conoce únicamente del distrito de Yautepec, en los municipios de San Carlos Yautepec y Santa María Ecatepec, en la región suroriental del estado de Oaxaca.

## Hábitat
Crece en riscos y taludes de rocas ígneas formando extensas colonias de muchos individuos aislados, entre 500 y 850 m s. n. m. Florece de abril a mayo.